# Tanzcompagnie Rubato
Die Berliner Tanzcompagnie Rubato wurde 1985 von Jutta Hell und Dieter Baumann gegründet. 
Gemeinsame Studien führten sie zwischen 1983 und 1986 nach Paris (mime corporel), London (Laban-Bewegungsstudien), Tokio (Butoh) und New York. Seitdem entwickelte Rubato über 40 Stücke, die auf zahlreichen Tourneen rund um die Welt gezeigt wurden. 1990–92 arbeiteten sie mit Gerhard Bohner zusammen und erhielten 1992 den Förderpreis für Darstellende Kunst der Akademie der Künste (Berlin). 1993 und 1997 entstanden Koproduktionen mit dem „Steirischen Herbst“ in Graz / Österreich und 1995 eine Choreografie für die Guangdong Modern Dance Cie. in Guangzhou / China. Von 2000 bis 2002 folgten erneute Arbeitsaufenthalte in China (Peking, Hongkong und Shanghai). Seither entstanden u. a. das internationale Projekt „Duty Free“ (2001) mit Tänzern aus China, Estland, Kanada und Deutschland, sowie „Person to Person“ (2002), ein Duett mit Dieter Baumann und der chinesischen Startänzerin Jin Xing, und 2003 „zukunft_erinnern. Baumann_Bohner_Solo mit Videofragment“ (im Auftrag der Akademie der Künste, Berlin).
2004 wurde in den USA das Stück ”AMERICA! QUESTION“ mit sechs amerikanischen Tänzern entwickelt und getourt. 2005 wurden zwei Auftragswerke als Koproduktionen mit dem Jin Xing Dance Theatre, Shanghai, für das Haus der Kulturen der Welt, Berlin realisiert SHANGHAI BEAUTY und EIDOS_TAO. Außerdem ein Auftragswerk des „steirischen herbst 2005“ in Graz, Österreich.